# Sedlický potok (přítok Želivky)
Sedlický potok je levostranný přítok řeky Želivky v okrese Benešov ve Středočeském kraji. Délka jeho toku činí 23,6 km. Plocha povodí měří 96,1 km².

## Průběh toku

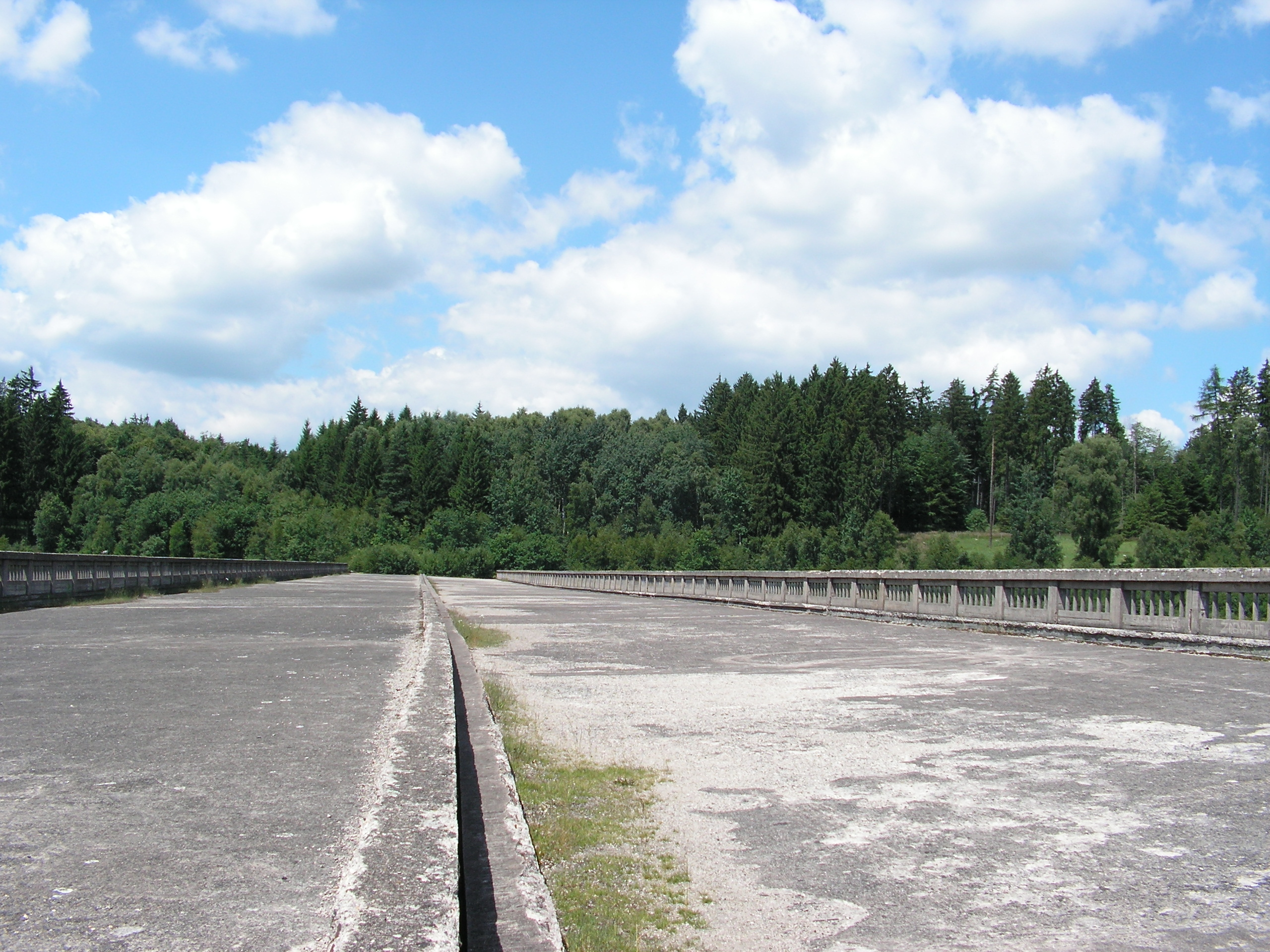
Starý dálniční most

Potok pramení jižně od Palčic v nadmořské výšce okolo 595 m. Teče převážně severovýchodním směrem. U obce Borovnice napájí rybníky Valcha a Panský rybník. Níže po proudu protéká obcí Strojetice, pod kterou jej posiluje několik větších přítoků, z nichž nejvýznamnější je Čechtický potok, který přitéká zprava od Čechtic. Pod tímto soutokem na 7,3 říčním kilometru vzdouvá jeho vody vodní nádrž Němčice. Tato nádrž slouží především k zachycení splavenin, které by se jinak dostaly do vodní nádrže Želivka - Švihov, která vzdouvá vody Sedlického potoka dále po proudu. Zhruba mezi 4,0 a 5,0 říčním kilometrem přetíná zatopené údolí potoka dálnice D1. Níže po proudu mezi 2,0 a 3,0 říčním kilometrem se nad hladinou přehradního jezera vypíná nedostavěný zatopený most tzv. Protektorátní dálnice. Nedaleko Hulic se potok vlévá do Želivky na jejím 7,3 říčním kilometru.

### Větší přítoky
- Jizbický potok – pravostranný přítok přitékající od Jeníkova.
- Mnichovický potok – levostranný přítok přitékající od Mnichovic.
- Čechtický potok (hčp 1-09-02-105) – pravostranný a celkově největší přítok přitékající od Čechtic s plochou povodí 31,4 km².[2]
- Alberovický potok – pravostranný přítok přitékající od Alberovic.
- Loketský potok – pravostranný přítok přitékající od Lokte.

### Mlýny
Na Sedlickém potoce pracovalo 9 mlýnů. Ačkoliv již žádný nemele, jejich budovy zůstaly zachované až na poslední dva zatopené pod hladinou Němčické a Švihovské vodní nádrže. Od pramene k ústí se jedná o tyto mlýny: 
- U Kubů
- Dolejší mlýn
- Chudomelský mlýn
- Valcha
- Veseckých mlýn
- Jaklův mlýn
- Leský mlýn
- Zachařům mlýn (zatopený v místě Němčické přehrady)
- Fialkův mlýn (zatopený pod Sedlicemi)

## Vodní režim
Průměrný průtok u ústí činí 0,54 m³/s.
Hlásný profil:
| místo      | říční km | plocha povodí | průměrný průtok (Qa) | stoletá voda (Q100) |
| ---------- | -------- | ------------- | -------------------- | ------------------- |
| Leský Mlýn | 10,30    | 72,01 km²     | 0,39 m³/s            | 62 m³/s             |

M-denní průtoky u ústí:
| M [dní]  | Q30  | Q60  | Q90  | Q120 | Q150 | Q180 | Q210 | Q240 | Q270 | Q300 | Q330 | Q355 | Q364 |
| -------- | ---- | ---- | ---- | ---- | ---- | ---- | ---- | ---- | ---- | ---- | ---- | ---- | ---- |
| Q [m³/s] | 1,16 | 0,81 | 0,63 | 0,51 | 0,43 | 0,36 | 0,30 | 0,25 | 0,21 | 0,17 | 0,12 | 0,08 | 0,04 |

## Zajímavosti

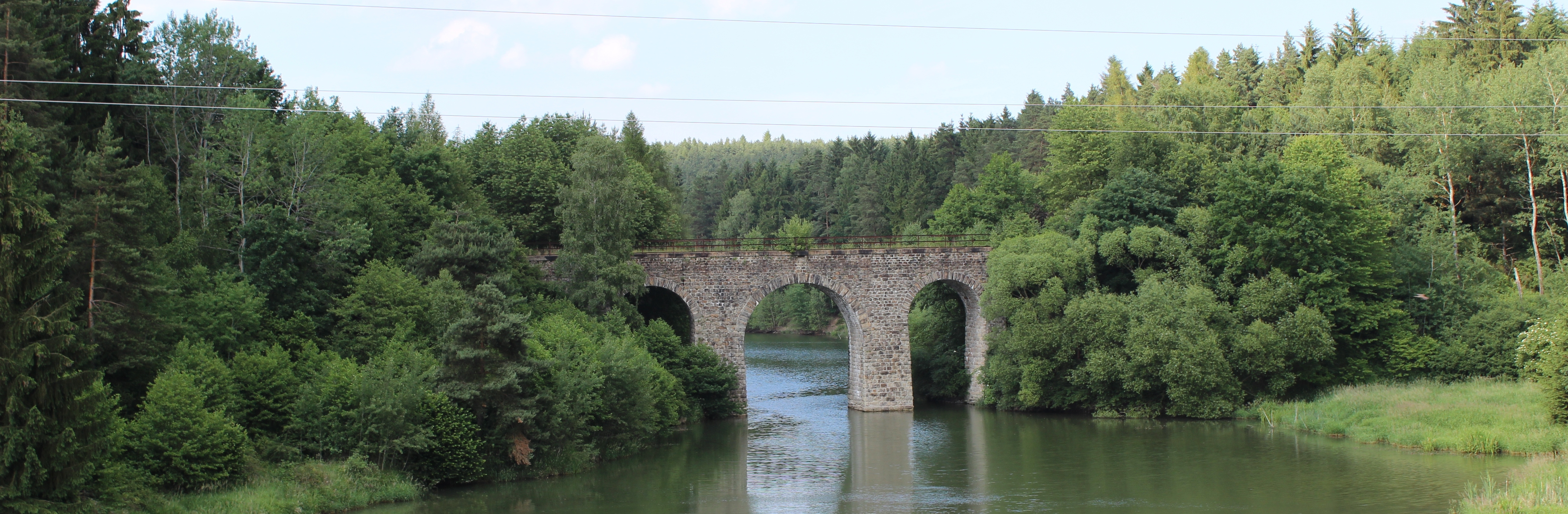
Bývalý železniční viadukt

Zhruba 200 m pod hrází VD Němčice, severozápadně od Němčic, se nachází bývalý železniční viadukt. V letech 1902 až 1975 tudy vedla železniční trať z Trhového Štěpánova do „starých“ Dolních Kralovic.  Trať byla zrušena kvůli výstavbě vodní nádrže Švihov na Želivce.